# Glaucosoma buergeri
Glaucosoma buergeri är en fiskart som beskrevs av Richardson, 1845. Glaucosoma buergeri ingår i släktet Glaucosoma och familjen Glaucosomatidae. Inga underarter finns listade i Catalogue of Life.